# Trauma (psicologia)
Il trauma, in psicologia, è una conseguenza di un evento (o sequenze di eventi) dotato di una carica emotiva, di carattere negativo, tale da minacciare la stabilità, l'integrità e la continuità fisica o psicologica dell'individuo.
Per essere chiamato "traumatico", l'evento deve produrre un'esperienza vissuta come "critica", eccedente cioè l'ambito delle esperienze normalmente prevedibili e gestibili. Il trauma (dal greco: "rottura") è quindi un esempio di stress di gravità estrema, che minaccia l'integrità stessa della coscienza e la continuità dell'esperienza.

## Definizione
Secondo l'approccio janetiano, che ha influenzato ampiamente la teorizzazione in quest'ambito, il trauma psicologico è un evento che, per le sue caratteristiche, risulta "non integrabile" nel sistema psichico pregresso della persona, minacciando di frammentare la coesione mentale. Talvolta l'esperienza traumatica rimane dissociata dal resto dell'esperienza psichica, causando una sintomatologia psicopatologica chiamata "dissociazione".
L'evento traumatico può essere di qualsiasi tipo; esso solitamente implica l'esperienza di un senso di impotenza e vulnerabilità a fronte di una minaccia, soggettiva o oggettiva, che può riguardare l'integrità e condizione fisica della persona, il contatto con la morte oppure elementi della realtà da cui dipende il suo senso di sicurezza psicologica.
Per la "Scuola di Val-de-Grace" (la più importante scuola psicotraumatologica francese) il trauma è legato a un contatto del soggetto con la realtà della morte (réel de la mort), quando ciò avviene in modo brusco, non mediato e non elaborabile. Nell'accezione più ampia di tale approccio, il trauma psicologico corrisponde alla "assenza di significato e di significabilità dell'evento" (ovvero, il trauma corrisponde all'impossibilità di dare un senso ed un significato, coerente e psicologicamente viabile, ad un episodio che si situa "fuori" dall'esperienza di vita normale dell'individuo).

## Tipologie ed aspetti clinici
Traumi tipici sono l'abuso, la violenza sessuale, la violenza domestica, il lutto, il bullismo, la malattia, la violenza verbale, fisica o la minaccia, la tortura, gli incidenti, altre violazioni (come furti o raggiri) o perdite anche gravi di sicurezze personali. Anche l'assistere a questi fatti può costituire un evento traumatico (si parla in questo caso di "vittime secondarie", o anche di vittime "terziarie" nel caso dei soccorritori che assistono le vittime primarie). Ci sono poi i "traumi cumulativi", definiti come tali originariamente dallo psicoanalista Masud Khan: lutti precoci, relazioni dolorose nell'infanzia, malattie più o meno invalidanti dei genitori o proprie, fallimenti professionali, delusioni amorose, ecc.
Secondo Khan, il trauma cumulativo ha le sue origini nel periodo di sviluppo in cui il bambino necessita della madre e la usa come proprio schermo protettivo. Qualsiasi disturbo nella delicata interazione dei fattori individuali e ambientali durante questo periodo può diventare traumatico.
Tali tipi di traumi sono attualmente definiti, nella nosografia, come "traumi di tipo 2" (riservando la definizione di "trauma di tipo 1" agli eventi traumatici "singoli": incidenti unici, eventi critici isolati, ecc.).
Comunque, raramente l'attraversare tali esperienze, pur se penose e difficili, determina lo sviluppo di una vera e propria sindrome clinica, o "trauma psicologico strutturato" (PTSD). Perché un evento estremo, ancorché molto doloroso, si traduca in una sindrome di trauma strutturato, è necessario il concorso di ulteriori fattori personali ed esperienziali nella storia pregressa dell'individuo (quali fenomeni di abuso e trascuratezza nell'infanzia, problematiche psicologiche pregresse, etc.), oltre che nella struttura della rete di supporto sociale (social support network).
L'intervento immediato di supporto individuale, gruppale e psicosociale a singoli e comunità che hanno subito un evento critico è ambito elettivo della psicologia dell'emergenza; invece, gli interventi clinici di valutazione e intervento sulle sindromi di trauma psicologico strutturato, nel medio-lungo periodo, sono ambito elettivo della psicotraumatologia.
Il "National Center for Post-Traumatic Stress Disorders" Statunitense stima in media a circa il 7.8% la prevalenza lifetime di un PTSD nella popolazione (un valore cioè di ampia minoranza). La percentuale sale di molto per i traumi relativi a violenza fisica o sessuale diretta, mentre è significativamente più bassa per i traumi derivanti dall'esposizione a calamità naturali.
La variabile discriminante, nel rendere tendenzialmente più "psicologicamente traumatici" gli eventi di violenza diretta e voluta, rispetto a quelli indiretti e "accidentali", è proprio la percezione di "volontarietà" del danno che viene portato contro il soggetto. Se l'agente di danno è impersonale o naturale (es.: terremoto), la percezione della vittima della causalità volontaria dell'accaduto, e della "volontà di fargli un danno personale", è ovviamente inferiore rispetto a quello di un atto di violenza diretta perpetrato appositamente nei suoi confronti da un'altra persona, con conseguente minore traumatizzazione psichica.

### Sintomi
Le persone che hanno subito dei traumi spesso manifestano vari sintomi e problemi in seguito. La gravità del trauma varia da persona a persona, dal tipo di trauma in questione e dal supporto emotivo derivato dalle altre persone. Un individuo traumatizzato ne può sperimentare anche più di uno.
Dopo un'esperienza traumatica, una persona può rivivere il trauma mentalmente e fisicamente, perciò evita il ricordo del trauma, chiamato anche trigger (termine inglese che significa appunto "grilletto", perché scatena il ricordo), in quanto questo può essere insopportabile e persino doloroso. Le persone traumatizzate possono cercare sollievo nelle sostanze psicotrope, tra cui l'alcool, per cercare di sfuggire ai sentimenti legati al trauma. Il rivivere i sintomi è un segno che il corpo e la mente stanno attivamente cercando di far fronte con l'esperienza traumatica.
I trigger e i sintomi agiscono come promemoria del trauma e possono causare ansia e altre emozioni associate. Spesso il soggetto traumatizzato può essere completamente all'oscuro dei trigger. In molti casi questo può portare una persona che soffre di disturbi traumatici ad impegnarsi in meccanismi di adattamento distruttivo o autodistruttivo, spesso senza essere pienamente consapevole della natura o delle cause delle proprie azioni. Gli attacchi di panico sono un esempio di una reazione psicosomatica ai trigger.
Di conseguenza, i sentimenti intensi come la rabbia possono riemergere frequentemente, a volte in situazioni molto inappropriate o impreviste, e sembrano essere un pericolo sempre presente, per quanto in realtà esistano e siano la conseguenza di eventi passati. Ricordi sconvolgenti quali immagini, pensieri o flashback possono tormentare la persona, e gli incubi possono essere frequenti. L'insonnia può manifestarsi, così come le paure nascoste e l'insicurezza, che mantengono la persona vigile e attenta al pericolo, sia di giorno che di notte.
La persona può non ricordare quello che è realmente accaduto, mentre le emozioni vissute durante il trauma possono essere rivissute senza che ne comprenda il motivo. Questo può portare a eventi traumatici costantemente vissuti come se stessero accadendo nel presente, impedendo al soggetto di ottenere una prospettiva chiara sull'esperienza. Questo può produrre un modello di prolungati periodi di eccitazione acuta punteggiati da periodi di stanchezza fisica e mentale.
Nel tempo, si può instaurare un esaurimento emotivo, portando così alla distrazione e il pensare lucidamente può risultare difficile o persino impossibile. Il distacco emotivo, così come la dissociazione o la desensibilizzazione, può verificarsi frequentemente. Dissociarsi dall'emozione dolorosa significa annullare tutte le emozioni, e quindi si arriva alla desensibilizzazione emotiva, che porta la persona ad apparire emotivamente svuotata, preoccupata, distante o fredda. Nel trauma emerge un processo dissociativo per cui la memoria dell evento rimane scollegata dal sistema psichico, questo processo produce una serie di conseguenze all’individuo anche al livello del corpo. La persona può tendere a confondersi in situazioni ordinarie e ad avere problemi di memoria. 
Alcune persone traumatizzate possono sentirsi danneggiate in modo permanente quando i sintomi del trauma non spariscono e non credono che la loro situazione migliorerà. Questo può portare a sentimenti di disperazione, perdita di autostima e spesso alla depressione. Se aspetti importanti della persona sono stati violati, questa può chiamare la propria identità in discussione. Spesso, nonostante gli sforzi, i genitori traumatizzati possono avere difficoltà nell'assistere il loro bambino con la regolazione delle emozioni, l'attribuzione di significato e contenimento della paura post-traumatica in seguito ad una esperienza traumatica del bambino, che porta a conseguenze negative per quest'ultimo. In tali casi, è nell'interesse dei genitori, e dei figli per i genitori, di cercare la consultazione e fare in modo che anche il loro bambino riceva adeguati servizi di salute mentale.

## Disturbi conseguenti a traumi psicologici
A diversi adulti che riportano storie di un'infanzia compromessa da esperienze traumatiche, a volte gravi e prolungate nel tempo, tanto da coprire un ampio arco del loro sviluppo, viene spesso diagnosticato un disturbo dissociativo o un disturbo borderline di personalità, ma possono anche essere presenti in comorbilità altri disturbi clinici previsti dal DSM-IV.
Il pattern specifico, che accomuna molti pazienti che hanno avuto una storia di sviluppo traumatico (includendo sentimenti di vuoto e disperazione, ostilità e derealizzazione, perdita di coerenza nella rappresentazione di sé, irritabiltà, problemi di disregolazione emotiva, tendenza all'autolesionismo o scarsa protezione personale, e una forte dipendenza che, paradossalmente, coesiste con un attaccamento evitante), prende il nome di disturbo da stress post-traumatico complesso (Complex PTSD).
La categoria diagnostica del "PTSD Complesso" può essere, indubbiamente, funzionale allo studio di tutti i disturbi correlati al trauma, considerati come un continuum con il PTSD.

## Tipologie di traumi psicologici

### Traumi infantili
Un trauma nel bambino può essere causato da atti di violenza intenzionale come abuso sessuale o fisico, violenza domestica oppure calamità naturali, incidenti, o guerre. Anche i bambini piccoli possono sperimentare uno stress traumatico di fronte a procedure mediche dolorose o perdita improvvisa di un genitore.
Vengono descritte "traumi della prima infanzia" le esperienze di natura traumatica che avvengono nei primi sei anni di vita dei bambini. Le reazioni dei più piccoli possono essere diverse da quelle dei bambini più grandi, in quanto, a causa di minacce o di eventi pericolosi, i primi non sono in grado di spiegare le proprie reazioni; per questo molti adulti ritengono che la tenera età li protegga dalle esperienze traumatiche. Diverse ricerche mostrano invece che i bambini molto piccoli, inclusi i neonati, possono essere influenzati da eventi che minacciano la loro sicurezza e/o quella dei loro genitori o tutori, con sintomi ben documentati. 
Gli eventi di natura traumatica hanno un profondo impatto sui sensi dei bambini piccoli. Il loro senso di sicurezza può essere disturbato da stimoli visivi spaventosi, suoni forti, movimenti violenti e altre sensazioni legate a un evento imprevedibile e spaventoso. Le immagini inquietanti tornano sotto forma di incubi, nuove paure e giochi che ricreano l'evento. In mancanza di una conoscenza approfondita della relazione tra causa ed effetto, i bambini credono che i loro pensieri, desideri e paure abbiano il potere di influenzare la realtà e di provocare gli eventi. 
I bambini piccoli hanno una capacità limitata di anticipare situazioni pericolose o di garantirsi la sicurezza e per questo motivo sono particolarmente vulnerabili agli effetti del trauma. Ad esempio, un bambino di 2 anni malmenato dalla madre reagisce e rivive il trauma in una maniera totalmente diversa da un bambino di 5 o 11 anni. Alcune idee distorte sulla realtà (come quelle dei bambini che tendono a incolpare i propri genitori o se stessi per non aver cambiato l'esito di un evento spaventoso) peggiorano l'impatto negativo degli effetti traumatici sullo sviluppo.
I bambini esposti a eventi traumatici sono particolarmente a rischio di vulnerabilità derivante dal rapido sviluppo del cervello. Il trauma nella prima infanzia è associato alla dimensione ridotta della corteccia cerebrale. Quest'area è responsabile di molte funzioni complicate che include memoria, coscienza, consapevolezza percettiva, pensiero, il linguaggio e l'attenzione. Questi cambiamenti possono influenzare e cambiare il quoziente intellettivo e la capacità di moderare le emozioni.
Uno studio recente condotto su bambini di età compresa tra i 2 e i 5 anni mostra che più della metà (52.5%) aveva vissuto un grave evento stressante (abuso, trascuratezza, traumi fisici, incidenti, esposizione a violenza domestica e di comunità). 
I bambini con sintomi di stress traumatico spesso hanno difficoltà a regolare il loro comportamento e le loro emozioni. Possono mostrare paura o presentarsi "appiccicosi" in nuove situazioni, si spaventano facilmente, sono difficili da consolare e/o sono aggressivi e impulsivi. Possono anche avere problemi per addormentarsi e perdere le abilità che hanno acquisito recentemente durante lo sviluppo mostrando anche un declino della funzione mentale nel funzionamento psichico e nel comportamento.
Altri studi hanno dimostrato che queste esperienze traumatiche possono portare ad una vulnerabilità nello sviluppo di sintomi dissociativi, ansia e depressione. La relazione di attaccamento tra madre e figlio è essenziale nelle prime fasi della vita per regolare l'arousal, cioè lo stato di attivazione del sistema neurovegetativo correlato ai cambiamenti nel corpo o nella struttura mentale dell'individuo. A livello fisico, coinvolge diversi sistemi biologici, come il sistema endocrino e il sistema nervoso autonomo, con risposte fisiologiche (sudore, frequenza cardiaca, pressione sanguigna, concentrazione di cortisolo, detto anche ormone dello stress), mentre dal punto di vista psicologico cambia l'espressione delle emozioni e dei comportamenti. Alcune esperienze traumatiche, come ad esempio nell'ambito di una relazione d'attaccamento, invece, possono portare danni nella formazione dei neuroni a specchio, che avranno un impatto negativo sulle abilità introspettive e sulle capacità interpersonali del bambino e del futuro adulto. Per evitare ciò, molte risorse tra cui programmi di intervento precoce, sistemi sanitari, programmi di assistenza e di educazione dell'infanzia e servizi sociali per minori, si stanno muovendo per imparare a riconoscere il prima possibile i soggetti più vulnerabili. Alcuni di questi sistemi stanno provando a identificare alcune domande chiavi su eventuali esperienze traumatiche nei loro protocolli di valutazione (come ad esempio domande specifiche sugli infortuni o la perdita dei familiari).
Secondo Freud, i traumi infantili hanno un inevitabile riflesso nella vita psichica dell'uomo adulto, sono ferite che rimangono per tutta la vita e che non possono riemarginare se non sono trattate con la psicoanalisi. Non tutti reagiscono allo stesso modo davanti a un trauma che avviene nell'età adulta: in una persona sana di mente si verifica una reazione normale, cosa che non accade in chi presenta già prima del trauma dei sintomi patogeni psichici: 
( Cinque conferenze sulla psicoanalisi)

### La guerra
La guerra può dare origine a disturbi mentali e alla follia. Ciò può accadere immediatamente, durante il suo svolgimento, oppure successivamente, dopo giorni e anni. Nella prima guerra mondiale si è parlato di "psicosi traumatica da bombardamento", denominata "nevrosi da combattimento" dalla psichiatria. In età contemporanea si parla di "sindrome da stress post-traumatico" che viene associato non solamente alla guerra, ma anche ad esperienze che possono suscitare traumi (come lo stupro o assistere alla morte improvvisa di una persona).
La guerra causa sofferenza: i problemi sono molteplici (fame, sete, paura) e alcuni soldati arrivavano alla follia. Essi avevano costantemente paura della morte (provavano anche molta ansia) e ciò portava a incubi terrificanti a ripetizione. Tutto ciò durava anni ed era come una sorta di loop mentale: il trauma veniva rivissuto da svegli ma soprattutto nel sonno, senza lasciare così momenti di pace. Nella prima guerra mondiale, a causa di tutto ciò, iniziò anche il fenomeno dell'automutilazione. I soldati, piuttosto di continuare a vivere l'orrore della guerra, si sparavano in posti non vitali (come ad esempio mani o piedi) per uscire dalle trincee ed essere portati a farsi curare. Divenne una pratica così comune che i generali applicarono la legge marziale: qualora ci fosse stato il sospetto di una persona che si fosse provocata una ferita da sola e non in guerra, veniva fucilata.
Gli psichiatri, successivamente, introdussero il termine "febbre da trincea". Gli inglesi iniziarono a parlare di "shellshock", gli italiani parlarono di "vento degli obici" facendo riferimento all'esplosione di ordigni bellici.
I soldati venivano colpiti da una misteriosa sindrome caratterizzata da paralisi, palpitazioni o tremori in ogni parte del corpo e spesso rimanevano in silenzio perdendo la capacità di parlare per qualche istante. Altri sembravano quasi "perdere la testa" per sempre, alcuni invece, dopo un periodo di riposo, riuscivano a tornare in sé.
I medici cominciarono a pensare che si trattasse di un disturbo organico, causato da traumi cerebrali conseguenti all'esposizione alle esplosioni. Tuttavia, in un tempo molto breve, dimostrarono che non si trattava di ciò e cominciarono a prendere in considerazione ipotesi basate su possibilità psicologiche.
Prevaleva l'idea che nei soldati affetti dalla sindrome ci fosse una vulnerabilità fondamentale, che l'asprezza della guerra e le condizioni al fronte erano in grado di far emergere.
Tuttavia, gli esperti furono presto costretti ad ammettere che l'esperienza del logoramento e la tattica "delle spallate" aveva un effetto dannoso anche su coloro che non registravano particolari predisposizioni o difetti ereditari.
La guerra stessa sembrava essere la causa della malattia. Inoltre, nelle vicinanze del fronte furono istituiti ospedali per accogliere non solo chi aveva subito lesioni fisiche, ma anche chi mostrava segni di disagio psichico (si stima siano 40.000 le persone in Italia). Queste persone venivano talvolta curate e rimandate sul fronte; a volte, invece, venivano trattenute in un ospedale psichiatrico se i sintomi sembravano troppo strani o troppo gravi per essere trattati in un ospedale da campo.
Durante la guerra del Vietnam, invece, nei soldati aumentò fortemente l'apatia e il senso di inutilità, per non esser stati in grado di aiutare i compagni in difficoltà. Oltre a ciò, si fecero più ricorrenti ricordi e incubi che facevano rivivere le esperienze più traumatiche del passato, influendo gravemente sulla memoria e la concentrazione dei sopravvissuti.  I soldati, spesso, a fine guerra, decidevano di abbandonare le proprie famiglie per paura di compiere atti violenti nei loro confronti, concludendo la propria vita in isolamento, con i propri pensieri.
Molti veterani vietnamiti furono intervistati sulle loro esperienze di guerra in quanto gli psichiatri desideravano sapere perché alcuni erano stati in grado di superare tale trauma mentre altri si erano ritrovati incatenati dai ricordi. Si notò che molti di essi erano riusciti a guarire perché durante la loro esperienza erano stati accomunati dal pericolo condiviso scambiandosi fotografie e lettere, instaurando rapporti di amicizia. Questi legami affettivi, però, venivano spesso stroncati dalla morte immediata sul campo, creando così nei sopravvissuti un senso di inutilità per non essere stati in grado di proteggere i compagni caduti. Infatti, secondo molte esperienze riportate nel testo The Traumatic Nevrosis of War di Abram Kardiner, psicanalista statunitense, i veterani rispondevano a tali avvenimenti con atti di vendetta, in quanto accecati dalla frustrazione. Molti di essi si recavano di notte nei villaggi nemici uccidendo così bambini innocenti, stuprando le donne e sfogando la loro rabbia su questi soggetti; al rientro in patria, avevano poi grosse difficoltà nelle relazioni interpersonali in quanto sommersi dalla vergogna per gli atti commessi.
Per permettere ai soldati di superare il trauma, un gruppo di esperti inventò una "pillola contro i brutti ricordi" spiegando che dopo un evento traumatico, troppa adrenalina può produrre ricordi troppo forti, eccessivamente emotivi e radicati. Il loro obiettivo non è far dimenticare alle persone, ma trasformare questo ricordo "speciale" in un ricordo "normale".
Per ridurre l'adrenalina causata dal trauma, i medici dell'Università di Harvard hanno fornito a 40 pazienti nei 19 giorni successivi alla lesione un farmaco contro l'ipertensione, il propranololo, che interferisce con gli effetti degli ormoni dello stress nel cervello. Una settimana dopo il trattamento, le persone che assumevano contraccettivi sono state in grado di segnalare gli eventi traumatici che avevano vissuto senza sintomi di stress e tre mesi dopo, il loro livello di ansia è stato ridotto. 
Ciò nonostante questo metodo farmacologico ha prodotto gravi reazioni. Il Comitato per la bioetica della Casa Bianca ha avvertito che cambiando le emozioni per cambiare il contenuto della memoria, potrebbe cambiare la nostra identità. Sostiene che cancellare i ricordi di esperienze terribili può renderci insensibili alla sofferenza e all'ingiustizia subite dagli altri.
Altri invece si affidavano agli ambulatori psichiatrici che furono invasi dai veterani che desideravano risolvere i propri traumi per poter ritornare alle proprie vite. Ciò però non ebbe gli esiti sperati in quanto i medici, non qualificati, provocavano un vero e proprio flashback senza portare una reale guarigione. Inoltre, i farmaci prescritti funzionavano a malapena e anche per questo motivo furono costretti ad abbandonare il trattamento rifugiandosi nell'alcolismo, in abuso di sostanze, depressione e persino schizofrenia.
Oggi però è stato ipotizzato, secondo uno studio pubblicato su Lancet Neurology, che questi traumi sono in realtà causati da lesioni fisiche al cervello derivate dal rumore incessante delle esplosioni (aumentò di conseguenza l'insonnia; vivere costantemente con i rumori delle mitragliatrici, bombardamenti aerei, bombe esplosive, ha completamente alterato la fase dormiente). Per effettuare la ricerca è stato esaminato il cervello di 8 ex soldati deceduti, dopo qualche anno dalle esplosioni, dimostrando così lesioni, non visibili alla risonanza magnetica e alla TAC, nelle zone del cervello che interessano la memoria, le abilità cognitive e il sonno.
Inoltre, secondo Michele Giannantonio una vasta letteratura conferma che ci possono essere alterazioni neurologiche e biochimiche in alcune situazioni traumatiche (soprattutto quelle con un effetto duraturo nel tempo). Ad esempio, alcuni testi mostrano alterazioni nel volume dell'ippocampo destro per quanto riguarda gli ex-veterani ma anche nelle donne che hanno subito abusi sessuali (infatti alcuni psicologi sostengono che i reduci del Vietnam hanno subito traumi simili alle vittime di uno stupro).